# 弾正村
弾正村（だんじょうむら）はかつて岐阜県本巣郡に存在した村である。現在の本巣市の南西部（真正町の西部）にあたり、現在の地名は、政田、国領、浅木、温井、海老、下福島である。
地名の弾正は、この地域の荘園の名称「弾正荘」に由来する。弾正とは弾正台の役人の名称であり、平安時代末期、この地が弾正の荘園となり、弾正荘と呼ばれていたという。

## 歴史
- 平安時代末期、この地域に弾正荘が開かれる。
- 江戸時代、この地域は大垣藩領、岩村藩領、天領などであった。
- 1897年（明治30年）4月1日 - 政田村、浅木村、温井村、海老村、下福島村が合併し、弾正村が発足。
- 1955年（昭和30年）4月1日 - 真桑村と合併し、真正村となる。

## 大字
『岐阜県本巣郡弾正村土地宝典』による、村内に設置されていた大字は以下のとおり。弾正村廃止後、真正村、真正町を経て現在は本巣市の大字として存続している。
- 浅木（あさぎ）
- 海老（かいろう）
- 国領（こくりょう）
- 下福島（しもふくじま）
- 政田（まさだ）
- 温井（ぬくい）

## 小・中学校
- 弾正村立弾正小学校 （現・本巣市立弾正小学校）
- 本巣郡学校組合立真正中学校 （現・本巣市立真正中学校）

## 交通
- 樽見鉄道
  - 北方真桑駅